# 強制執行
強制執行（きょうせいしっこう）は、債務名義にあらわされた私法上の請求権の実現に向けて国が強制力を発動し、真実の債権者に満足を得させることを目的とした法律上の制度である。日本においては民事執行法（以下単に「法」という。）を中心とする諸法令により規律される。
- 以下、民事執行法については条数のみ記載する。

## 強制執行総論

### 種類
- 金銭執行 - 直接強制の方法によって行われる。
  - 不動産執行
  - 船舶執行
  - 動産執行
  - 債権・その他の財産権に対する執行
- 非金銭執行
  - 直接強制
  - 代替執行
  - 間接強制

### 債務名義
強制執行は、執行力のある債務名義の正本に基づいて実施する（25条本文）。
債務名義（さいむめいぎ）とは、22条各号に掲げられた文書をいい、私法上の給付請求権の存在及び内容を公証するとともに、その給付請求権に強制執行の手続により実現を図ることができる効力（執行力）を付与する文書である。
もし執行機関自身が各事件ごとにその請求権の存否・内容を調査することとすると、執行の迅速は著しく害される。そこで、法は、強制執行に際し他の機関によって作成された債務名義を必要とし、また債務名義のみに基づいて強制執行を行うことができるものとしたのである。
債務名義には、以下の種類がある（22条各号）。
1. 確定判決（同条1号）
2. 仮執行の宣言を付した判決（同条2号）
3. 抗告によらなければ不服を申し立てることが出来ない裁判（同条3号）
4. 仮執行の宣言を付した支払督促（同条4号）
5. 訴訟費用の負担等の額を定める裁判所書記官の処分（同条4号の2）
6. 金銭の支払等を目的とする請求について公証人が作成した公正証書で、債務者が直ちに強制執行に服する旨の陳述（執行受諾文言）が記載されているもの（執行証書、同条5号）
7. 確定した執行判決のある外国裁判所の判決（同条6号）
8. 確定した執行決定のある仲裁判断（同条6号の2）
9. 確定判決と同一の効果を有するもの（同条7号）

### 執行文
執行文（しっこうぶん）とは、債務名義の執行力の存在、執行当事者適格、条件付請求権についての条件成就について、裁判所書記官・公証人が審査し、債務名義の正本の末尾に付記する公証文言である（法26条）。
この法技術は、裁判機関と執行機関とを分離した制度の下で、執行機関が実質的調査を要せず、簡易に執行に着手するためのものである。
執行文には、以下の3つの種類がある。
1. 単純執行文：債務名義の執行力を単純に公証するもの。
2. 条件成就執行文（法27条1項）：停止条件の成就・不確定期限の到来を確認するもの。
3. 承継執行文（同条2項）：債務名義に表示された者でない者を債権者または債務者とする執行を許す。

なお、法で規定する以外に、転換執行文という類型を認めるべきであるとの見解が中野貞一郎により提唱されているが、実務上は採用されていない。

### 執行機関
執行機関（しっこうきかん）とは、執行手続を担当する国家機関をいう。日本の民事執行法は、執行機関として、執行裁判所（法3条）と執行官（裁判所法62条）を設けている。
執行機関は、裁判機関とは独立した司法機関である。私法上の給付請求権について判断し債務名義を出す裁判機関と、債務名義に基づき執行手続を行う執行機関とが分離されているのは、執行手続において迅速かつ効率的に権利の実現を行うためである。
また、執行機関が執行裁判所と執行官に分化しているのは、法律判断を要する行為は裁判所に、実力行使を含む行為は執行官に担当させ、それぞれの素質や特性に適合した責任を分担させるためである。

### 強制執行に対する不服申立て
執行機関の処分に対する手続法上の問題を理由とする不服申立てには、以下の類型がある。ただし民事執行法1・20条により民事訴訟法の適用準用を優先すると規定されている。
1. 即時抗告(民事訴訟法332条)
2. 再審の不服申立（民訴法338・349条）
3. 裁判所書記官の処分に対する異議（民事訴訟法121条）
4. 執行抗告（10条）
5. 執行異議（11条）

一方、執行手続の請求権に対する不服申立ては、訴訟手続により行う。これらの訴訟を一般に執行関係訴訟という。これには以下の類型がある。
- 請求異議の訴え（35条）
  - 請求異議の訴え（35条）は、債務者側の不服解消のための制度であるといえる。
  - 請求異議の訴えは、第一に、債務名義上は存在するものとして表示されている請求権の存否・内容を、訴訟手続によって審理し、その結果、請求権の不存在が明らかになった場合には、判決により債務名義の執行力を排除し、強制執行を防止・中止・無効とすることを目的とする。
  - 第二に、裁判以外の債務名義については、その成立の有効性を訴訟手続によって審理する目的でも、請求異議の訴えの利用が許されている。
  - 請求異議の訴えは、債務名義自体の執行力の排除を目的とするものであるから、債務名義の成立後であれば、強制執行の開始前であっても提起できる。また、強制執行手続が終了しても、この訴えを提起することができる。
  - 債権者に請求権があれば、債務名義に表示された請求全額の実質的な満足（落札価格を現状の市場価格に換算した額）を受けていない限りは、執行文付与の訴えができる。この裁判の確定裁判を債務名義とする事ができる。＝民事執行法35-3条項の規定により民事執行法22-1-1・25・27-2・33-2・34-2条項号が準用される。

- 執行文付与等に対する異議の申立て（32条）

- 執行文付与の訴え（33条）

執行文のうち、条件成就執行文（法27条1項）・承継執行文（同条2項）については、条件成就や承継関係の存在を示す文書を提出することができず、裁判所書記官・公証人だけでこれを行うことができない場合がある。このような場合に、執行文付与の特別要件の存在を訴訟手続によって確認するのが執行文付与の訴えである（したがって、債務名義上の請求権の存否の判断を行うわけではないことに注意）。
- 執行文付与に対する異議の訴え（34条）

執行文付与の訴えとは「逆」と考えると分かりやすい。
すなわち、条件成就執行文又は承継執行文が付与された場合において、「条件はまだ成就していない」、「自分は義務の承継人ではない」といった異議を主張して執行を止める（既判力をもって確定される点に意義がある）。
最高裁は、この訴訟と請求異議の訴えとの関係について、強制執行が「債務名義」「執行文」という二段階のものによって行われることを前提として、それぞれの段階に応じた訴訟類型が用意されている以上、いずれについての異議であるかによって別個の訴訟類型を用いなければならないとする（最高裁昭和55年5月1日判決・判例時報970号156頁）。
・裁判所法4条は「上級審の裁判所の裁判における判断は、その事件について下級審の裁判所を拘束する。」とするがそれ以外の判例や前例が法的な拘束力を有するという規定はない。ただし最高裁（例外的な場合は高裁）の判例違反は上告理由になる。
- 第三者異議の訴え（38条）

第三者異議の訴えは、債務名義の執行力の及ばない第三者の財産又は債務名義に表示された責任財産以外の債務者の財産に対して執行がなされ、第三者又は債務者の権利が違法に侵害される場合に、これらの者が、執行対象財産が責任財産に属さないことを主張して、訴訟手続によって執行を排除することを目的とするものである。債務名義は、責任財産の範囲については何も示しておらず、執行の対象は「外形的事実」を基準として決定されるにすぎないため、争いがある場合はこの訴訟によって判断される。
執行関係訴訟の中でも、最も実体法的な要素の濃い訴訟であるといえる。
第三者異議の訴えは、特定の財産に対する執行を排除するものであり、この点で、請求異議の訴えや執行文付与に対する異議の訴えが、債務名義に基づく執行の可能性を一般的に排除する性格を持つのとは異なる。
- 配当異議の訴え（90条）

なお、これらの執行関係訴訟を提起しただけでは執行手続は停止されず、強制執行停止決定を得てはじめて執行手続が停止される（39条）。

## 強制執行各論
強制執行は大きく分けて金銭執行と非金銭執行に分類される。
金銭執行とは、金銭債権を満足させるため、債務者の財産（不動産、預金、給料等）を差し押さえ、換価・配当等を行う制度である。
非金銭執行とは、金銭債権以外の債権（土地・建物の引渡・明渡請求権、登記請求権等）を強制的に実現するための制度である。

### 金銭執行
金銭執行とは、金銭の支払を目的とする債権（金銭債権）を満足させるための強制執行である。

通常は、債務者の財産を差押え、その財産を金銭に換価し、配当による債権の満足という三段階を経る。
差押えの対象によって不動産執行・船舶執行・動産執行・債権執行に分類され、不動産執行は、換価の方法によって強制競売・強制管理に分類される。

#### 不動産執行
不動産執行における不動産は、差押えが登記によってなされる都合上、民法上の不動産から、登記することができない土地の定着物を除かれる一方、登記ができ独立の財産価値を持つ不動産に対する権利（不動産の共有持分、地上権・永小作権ならびにその共有持分）をも不動産とみなすこととしている（43条）。

##### 強制競売
|    | 手続                                 | 主体             | 根拠条文          |
| -- | ------------------------------------ | ---------------- | ----------------- |
| 1  | 申立て                               | 債権者           | 法2条、規則1条    |
| 2  | 強制競売開始決定                     | 執行裁判所       | 45条              |
|    | 差押登記の嘱託                       | 裁判所書記官     | 48条              |
| 3  | 配当要求終期の処分及びその公告       | 裁判所書記官     | 49条2項           |
|    | 債権届出の催告                       | 裁判所書記官     | 法49条2項         |
| 4  | 現況調査命令                         | 執行裁判所       | 57条1項           |
|    | 評価命令                             | 執行裁判所       | 58条1項           |
| 5  | 現況調査報告書提出                   | 執行官           | 規則29条          |
|    | 評価書提出                           | 評価人           | 規則30条          |
| 6  | 物件明細書作成                       | 裁判所書記官     | 62条1項           |
|    | 売却基準価額決定                     | 執行裁判所       | 60条1項           |
| 7  | 売却実施処分（売却日時・場所の決定） | 裁判所書記官     | 64条              |
|    | 売却の公告                           | 裁判所書記官     | 法64条5項         |
|    | 3点セット備置き                      | 裁判所書記官     | 62条2項、規則31条 |
| 8  | 入札                                 | 買受希望者       | 規則47条          |
| 9  | 開札、最高価買受人の決定             | 執行官           | 規則49条、41条3項 |
| 10 | 売却許可決定                         | 執行裁判所       | 69条              |
| 11 | 代金納付                             | 最高価買受申出人 | 78条              |
| 12 | 配当                                 | 執行裁判所       | 84条              |

※「規則」とは、民事執行規則のことをいう。

### 強制競売開始手続

#### 強制競売の申立て
不動産執行の申立ては、書面でしなければならない（規則1条）。申立ては、目的不動産の所在地を管轄する地方裁判所（支部を含む。）に対してする（44条）。この裁判所が執行裁判所となる（民事執行法3条）。この申立書には執行文が付与された債務名義の添付が必要である（民事執行法25条）。
換価によっても債権者が請求債権について弁済を受けられない場合（すなわち、不動産の買受可能価額から優先債権の額や執行費用等を除いた価値が残存しないとき）には、執行が許されない（無剰余執行の禁止。民事執行法63条）。

#### 開始決定・差押え
申立てが適法にされていると認められた場合は、執行裁判所は、強制競売を開始する旨及び目的不動産を差し押さえる旨を宣言する開始決定を行う（法45条1項）。この裁判に不服があるものは民事訴訟法の不服申立ができる（民事執行法1・20条による）。この手続きを先に進めるためには、本案の債務名義とは別に当該裁判の確定裁判の執行文つき債務名義の提出が必要である（民訴法122条・民執法22条1号・同25条）。
開始決定が執行力のある債務名義である場合は（民訴法114・122条・民執法1・20・22-1・25条号）、裁判所書記官は、登記所（管轄法務局）に対し、目的不動産の登記簿に差押えの登記をするよう嘱託をする（48条1項）。また債務者に開始決定正本を送達する（45条2項）。
- 現況調査・評価

執行裁判所は、執行官に現況調査を命じ、現況調査報告書を提出させるとともに（57条、規則29条）、評価人に目的不動産の評価を命じ、評価書を提出させる（58条、規則30条）。
現況調査報告書には、土地の現況地目、建物の種類・構造など、不動産の現在の状況のほか、不動産を占有している者やその者が占有する権原を有しているかどうかなどが記載され、不動産の写真などが添付される。評価書には、競売物件の周辺の環境や評価額が記載され、不動産の図面などが添付される。
- 売却基準価額決定・物件明細書

現況調査報告書と評価書が提出されると、執行裁判所は、評価人の評価に基づいて売却基準価額を定める（法60条）。売却基準価額とは、不動産の売却の基準となるべき価額である。それから2割を引いた額が買受可能価額となり、買受申出（入札）は、買受可能価額以上でなければすることができない（60条3項）。
また、裁判所書記官は、目的不動産の権利関係について記載した物件明細書を作成する（62条）。物件明細書には、そのまま引き継がなければならない賃借権などの権利があるかどうか、土地又は建物だけを買い受けた時に建物のために底地を使用する権利が成立するかどうかなどが記載される。
裁判所書記官は、物件明細書・現況調査報告書・評価書の写しを執行裁判所に備え置いて一般に公開する（62条2項、規則31条3項）。これらの3つの書類を「3点セット」と呼ぶこともある。3点セットはインターネット上でも公開することができ（62条2項、規則31条1項、3項）、BITシステムという。
買受けを希望する者は、広告などで興味のある物件を見つけたら、執行裁判所の閲覧室やBITで3点セットの閲覧をする。3点セットには、前記のとおり、競売物件の買受けのための重要な内容が記載されているから、その内容をよく理解して吟味する必要がある。
- 売却実施

売却の準備が終わると、裁判所書記官は、売却の日時、場所のほか、売却の方法を定め、不動産の表示、売却基準価額、売却の日時・場所を公告する（64条）。
売却の方法には、入札、競り売りなどがあるが（64条2項、規則34条）、第1回目の売却方法としては、定められた期間内に入札をする期間入札（規則46条～49条）を行うのが通常である（以下、期間入札について説明する）。
物件の買受けを希望する者は、まず、公告書に記載されている保証金（原則として売却基準価額の2割）を納める必要がある（66条、規則49条、39条）。その上で、所定の入札期間内に、入札書を入れた封筒と保証金の振込証明書等を執行官に提出する（規則47条、48条）。入札は、買受可能価額以上の金額でしなければならない（60条3項）。
執行官は、開札期日において開札を行い、最高価買受申出人を定める（規則49条、41条3項）。

#### 売却許可決定
執行裁判所は、売却決定期日において、最高価買受申出人に対し、売却許可決定を行う（69条）。この裁判に不服があるものは法74条の執行抗告ができる。この裁判の実施を許可するためには、当該裁判の確定裁判による執行文付債務名義を提出する必要がある（民訴法114・122条・民執法22-1･25・26・74-5条項）。
執行裁判所は、事由によっては最高価買受申出人に対し、売却不許可決定を行うことが出来る（71条）。
売却許可がされた買受人は、裁判所書記官が定める期限までに、入札金額から保証金額を引いた代金を納付する（78条）。
買受人が代金を納付した時点で、買受人は不動産の所有権を取得する（法79条）。裁判所書記官は、登記所に対し、所有権移転登記や、抵当権等の抹消登記、差押えの登記の抹消登記を嘱託する（82条）。この登記手続に要する登録免許税などの費用は買受人の負担となる（82条4項）。

#### 引渡命令
裁判所は代金を納付した買受人の申立により債務者又は不動産の占有者に対し、不動産を買受人に引き渡すべき旨を命ずることができる（民執法83条1項）。この裁判に対して執行抗告ができる（同条4項）。この裁判手続を実施するためには当該裁判の確定裁判による執行文付債務名義の提出が必要である（民訴法114・122条・民執法22条1号・同法25・26・83-5条項）。
買受人が不動産の所有権を取得しても、不動産を占有している賃借人等がおり、その賃借権等が買受人に対抗できる権原である場合は、買受人は占有者に引渡しを求めることができない。一方、占有者が買受人に対抗できる権原を有していない場合は、買受人は、代金を納付してから6か月以内であれば、執行裁判所に申し立てて、明渡しを命じる引渡命令を出してもらうことができる（83条）。
- 配当の実施

執行裁判所が、差押債権者や配当の要求をした他の債権者に対し、法律上優先する債権の順番に従って売却代金を配る手続である。原則として、抵当権を有している債権と、債務名義しか有していない債権とでは、抵当権を有している債権が優先される。また、抵当権を有している債権の間では、抵当権設定登記がされた順に優先し、債務名義しか有していない債権の間では、優先関係はなく、平等に扱われる。

### 強制管理
強制管理とは、債権者の満足に、不動産から生じる天然果実や法定果実などの収益を充てる執行をいう。担保不動産収益執行によって、執行裁判所が不動産の管理人を選任し、その収益（賃料）を金銭債権の弁済に充てる（民事執行法94条・95条）。債務者所有不動産が第三者に賃貸されている場合などにとられる手段である。

### 動産執行
動産執行とは、執行官が債務者の占有する動産を差し押さえて換価し、代金を金銭債権の弁済に充てる執行をいう。
動産執行の申立てにあたっては、差し押さえるべき動産の所在する場所を申立書に記載する。
執行官は、債務者の占有する動産の占有を解いて、執行官の占有下に移す（民事執行法123条1項）。その際、執行官は債務者の住居棟に立ち入ることができ、また金庫等を開くため必要な処分をすることができる（同条2項）。執行官は、差し押さえた動産を債務者に保管させることができ、その場合、差押物には封印等差押えの表示をする（同条3項）。債務者保管の場合には、債務者に動産の使用を許すことも可能である（同条4項）。

### 債権執行
債権執行とは、債務者が第三債務者に対して有する「債権」（ここでは、金銭の支払又は船舶若しくは動産の引渡しを目的とする債権（動産執行の目的となる有価証券が発行されている債権を除く。）を意味する、）に対して行う強制執行である。実務上、債務名義の実現方法として多数を占める執行手続であり、債務者が有する給料債権や、預貯金の差押えが代表例である。給料債権のうち、政令で定める範囲は生活費として差押えが禁止され、これを超える部分のみを差し押えることができる。
- 債権差押命令

まず、執行裁判所が債権差押命令を発令し、債務者に対し、第三債務者からの債権の取立て等を禁止するとともに、第三債務者に対し、債務者に対して弁済することを禁止する（143条、145条）。つまり、債務者の第三債務者に対する債権は凍結される。
- 取立て

債務者に対して差押命令が送達された日から1週間を経過したときは、債権者は、第三債務者から、直接債権を取り立てることができる（155条）。たとえば、給料債権に対する債権執行であれば、債権者は、債務者の勤務先（第三債務者）から、直接、差押禁止債権を超える部分の支払を受けることができる。
複数の債権者が差し押さえた場合でその合計額が債権額を超える場合には、第三債務者は供託をしなければならない（156条2項。義務供託という）。この場合、競合する債権者は、実体法上の優劣(先取特権等)がある場合にはそれに基づいて、同順位の債権者については債権額に応じて按分した額の配当を受ける。債権者が競合しない場合でも、第三債務者は供託することができる（156条1項。権利供託という）。供託をした場合には、「事情届」という書面により執行裁判所にその事情を届けなければならない（156条3項）。
- 転付命令

券面額のある債権を差し押さえた債権者は、執行裁判所に対し、転付命令の申立てをすることができる（159条1項）。転付命令は券面額のある債権に限られるので、期限未到来の債権や条件付債権について転付命令を得ることはできない。転付命令が発せられると、債務者の被差押債権は券面額で差押債権者に移転し、債権額に応じた按分配当ではなく、被差押債権から独占的に弁済を受けることができる。その代わり、「券面額で」移転するため、100万円の債権であれば、実際には第三債務者の無資力のため10万円しか回収できなかったとしても、100万円の弁済を受けたものとして扱われる。そのため、第三債務者の資力に不安のない銀行預金や法務局供託金に対して転付命令が申し立てられることが多い。
- 譲渡命令（161条）

特許権など債務者名義の財産権を債権者名義に譲渡させることができる。もっとも、実務上はあまり行われない。

#### その他の財産権に対する強制執行
その他の財産権（不動産、船舶、動産及び債権以外の財産権）に対する強制執行や少額訴訟債権執行については債権執行が準用される。

### 非金銭執行
非金銭執行とは、金銭債権以外の債権（例えば土地引渡請求権）を実現するために行われる強制執行をいう。
民事執行法は、まず金銭以外の物（不動産・動産）の引渡し・明渡しの強制執行について、直接的な履行の方法を取ることを原則としている。
その他の作為・不作為請求権については、他の者による債務内容の実現が可能であれば代替執行という形で執行が行われる。一方で、他の者による代替が不可能な場合、金銭の支払を命じ、その支払を望まない債務者の履行を間接的に強制する（間接強制）という形で執行が行われている。

## 不動産・動産の引渡し・明渡しの実施手続

### 不動産引渡し・明け渡し強制執行
金銭以外の物（不動産・動産）の引渡し・明渡しの強制執行については、不動産強制執行申立書の提出により直接強制（直接的な履行）の方法がとられる。この申立書には、引渡命令の裁判の確定裁判による執行文付債務名義の添付が必要である（民事訴訟法114・122条・民事執行法22-1・25・26・83-5条項）。執行官はこの添付文書を審査し誤りがなければ、以下の手続により強制執行を実施する。
- 不動産の引渡し又は明渡しの強制執行は、執行官が債務者の目的物に対する占有を解いて債権者にその占有を取得させる方法により行われる（法168条）。

- 従来、第1回の執行実施は債務者への明渡し催告にとどめ、債務者の事情に配慮して明渡し等の断行日を定める運用がされてきた。そこで平成15年にこれを制度化し、明渡し催告の制度を創設した（法168条の2）。

- 引渡しの期限は原則として催告の日から1か月以内である（同条2項）。

### 動産の引渡しの強制執行
有価証券を含む動産の引渡の強制執行は、執行官が債務者からこれを取り上げて債権者に引き渡す方法による（169条1項）。
動産の引渡しの強制執行の場合、差押禁止動産も、引渡執行の対象となる。執行対象動産内に目的外動産があるときは、不動産の引渡し等の執行の場合に準じる（169条2項）。
不動産・動産を問わず、第三者が強制執行の目的物を占有している場合には、債務名義の名宛人ではない第三者に対して引渡しの強制執行は原則としてできない。ただ、その第三者が債務者に対してその物を引き渡す債務を負っている場合には、執行裁判所が引渡請求権を差し押さえ、その請求権の行使を債権者に許す旨の命令を発する方法で引渡執行をすることができる（170条1項）。

## 作為・不作為請求権の強制執行
給付義務以外の作為義務及び不作為義務の強制執行については、民法414条1項で、債務者が任意履行をしないときは、債務の性質がそれを許さない場合を除き、その強制履行を裁判所に請求できるものとしている。
従来は、代替的作為義務については代替執行による（民法414条2項）、非代替的作為義務については間接強制による（民法414条2項には適用されず、民事執行法の方法によるもの）、そのうち債務者の意思表示を求める義務については裁判による代替を認める（民法414条2項ただし書）、不作為義務については、違反した物の除去に関しては代替執行（民法414条3項）、将来の違反の禁止に関しては間接強制によるものとしていた。
経済活動の自由化・多様化を受けて契約内容も多様化し、その結果、債務者が給付義務以外の義務を負う場合が増加しており、そのような義務の強制執行の重要性も増している。義務履行の最後の手段の間接強制については、活用が議論され、補充性については批判もあった。
その結果、平成16年改正法では、その適用範囲が大幅に拡大され、多様化した債務内容に応じた執行方法の区分も大きく見直されている。
謝罪広告を命ずる判決の強制執行については旧民訴法733条を適用した判例がある。

## 強制執行できないもの
次の物は強制執行できない。特別な定めなどがない限り行えない。また、全て差押することのできないものも含む。
1　給料は全額差押できない。　ただし継続して差押さえることは可能。（債権執行になる）生活保護、児童手当、児童扶養手当、定額給付金、犯罪被害者給付金、刑務作業報奨金は差押禁止である。
2　生活に必要な物（衣類、寝具、燃料、食料、眼鏡、義足、補聴器、家具など。ただし、高級ブランドの衣類、寝具、家具、眼鏡、化粧品は差押が可能）。
3　1点のみ差押禁止品（PC、炊飯器、暖房器具、洗濯機、電子レンジなど）
このほかにも、親族と共有してるものは差押さえられない。
また、財産がない（財産があっても、二束三文、無価値になる場合）場合執行しても、費用倒れ、回収不能になるケースがある。